# مجرة تابعة
مجرة تابعة (بالإنجليزية: Satellite galaxy)‏ هي مجرة صغيرة مرافقة تتحرك في مدارات مغلقة ضمن الكمون الجاذبي لمجرة مُضيفة أضخم وأكثر لمعانًا، وتُعرف أيضًا بالمجرة الرئيسة. تعتبر المجرات التابعة، ومكوناتها، مقيدةً لمجرتها المضيفة، بنفس الطريقة التي تكون بها الكواكب الموجودة في مجموعتنا الشمسية مقيدة لجاذبية الشمس. وبالرغم أن أغلب المجرات التابعة من نوع المجرات القزمة، يمكن أن تكون المجرات التابعة الموجودة في العناقيد المجرية الكبيرة أكثر ضخامةً. تدور 50 مجرةً تابعةً تقريبًا حول مجرة درب التبانة، أكبرها سحابة ماجلان الكبرى.
وعلاوةً على ذلك، لا تعتبر المجرات التابعة الأجرام الفلكية الوحيدة التي تكون مُقيدةً جاذبيًّا لمجرات مضيفة أضخم (أنظر العنقود المغلق). ولذلك، عرَف علماء الفلك المجرات على أنها تجمعات من النجوم المُقيدة جاذبيًّا التي تُظهر مجموعةً من الخصائص لا يمكن تفسيرها بمزيج المادة الباريونية، أي المادة العادية، وقانون الجذب العام لنيوتن. وعلى سبيل المثال، تُنتج قياسات السرعة المدارية للنجوم والغازات داخل المجرات الحلزونية منحنى سرعة ينحرف بشكل واضح عن التنبؤ النظري الخاص به. شجعت هذه الملاحظة وضع العديد من التفسيرات المتنوعة مثل نظرية المادة المظلمة والتعديلات على الديناميكا النيوتونية. وبالتالي، لا ينبغي الخلط بين العناقيد المغلقة والمجرات التابعة  ، بالرغم أنها تعتبر توابع للمجرات المضيفة. لا تتميز المجرات التابعة بأنها أكثر امتدادًا وانتشارًا مقارنةً بالعناقيد المغلقة فحسب، إذ تعتبر أيضًا محجوبةً داخل هالة ضخمة من المادة المظلمة، والتي يُعتقد أن هذه المجرات قد غُمرت بداخلها في أثناء عملية تشكلها.
تحظى المجرات التابعة بحياة مضطربة بشكل عام بسبب تفاعلاتها الفوضوية مع مجراتها المضيفة الضخمة ومع التوابع الأخرى على حد سواء. فعلى سبيل المثال، تستطيع المجرة المضيفة أن تُحدث اضطرابًا بالتوابع الي تدور حولها بفعل قوى المد والتعرية الناتجة عن ضغط الدفع. يمكن لهذه التأثيرات البيئية أن تزيل كميات كبيرة من الغاز البارد من هذه المجرات التابعة، أي أنها تزيل من وقود تشكل النجوم، ويمكن أن يؤدي هذا إلى تتحول هذه المجرات التابعة إلى مجرات خاملة بمعنى أنها توقفت عن تكوين النجوم. وعلاوةً على ذلك، يمكن أن تتصادم هذه التوابع أيضًا مع مجرتها المضيفة لتنتج اندماجًا صغيرًا، وهو حدث اندماج بين المجرات المختلفة بشكل كبير في كتلها. ومن ناحية أخرى، يمكن أن تندمج المجرات التابعة أيضًا مع بعضها البعض لتنتج اندماجًا كبيرًا، وهو حدث اندماج بين المجرات المتقاربة في كتلها. تتركب أغلب مكونات هذه المجرات من فضاء فارغ، وغاز بين نجمي، وغبار، وبالتالي، لا يؤدي اندماج المجرات بالضرورة إلى تصادمات بين الأجرام الموجودة بالمجرات المندمجة، ومع ذلك، تُنتج هذه الأحداث مجرات أكثر ضخامةً في العموم. وبناءً على ذلك، يسعى علماء الفلك إلى حصر معدل حدوث الاندماجات الصغيرة والكبيرة على حد سواء لفهم تشكل التراكيب الضخمة الخاصة بالتكتلات المقيدة جاذبيًّا لهذه المجرات مثل التجمعات والعناقيد المجرية.

## تاريخ

### أوائل القرن العشرين
لم تكن فكرة وجود المجرات خارج مجرة درب التبانة راسخةً بشكل جيد، قبل القرن العشرين.
في الواقع، أثارت هذه الفكرة جدلًا واسعًا في ذاك الوقت لدرجة أنها أدت إلى ما يُعرف الآن باسم «جدال شابلي-كورتيس»، وسُمي هذا الجدال على اسم عالمي الفلك هارلو شابلي وهيبر دوست كورتيس، اللذين تجادلا حول طبيعة «السدم» وحجم مجرة درب التبانة في الأكاديمية الوطنية للعلوم في يوم 16 أبريل عام 1920. رأى شابلي أن مجرة درب التبانة هي الكون بأكمله، ويمتد عرضها إلى ما يزيد عن 100 ألف سنة ضوئية أو 30 ألف فرسخ فلكي، وأن جميع «السدم»، التي اكتشف العلماء الآن أنها مجرات، موجودة داخل هذا النطاق. ومن ناحية أخرى، رأى كورتيس أن مجرة درب التبانة كانت أصغر بكثير مما يرى شابلي وأن هذه السدم المرصودة عبارة عن مجرات مشابهة لمجرتنا درب التبانة. لم يُحسم هذا الجدال حتى أواخر عام 1923، عندما قاس عالم الفلك إدوين هابل المسافة بين الأرض والجرم الفلكي M31، والمعروف حاليًا بمجرة المرأة المسلسلة، مستخدمًا نجوم المتغيرات القيفاوية النابضة. كان هابل قادرًا على تقدير اللمعان الداخلي لهذه النجوم، من خلال قياس ترددها، وتمكن هابل، بعد دمج هذه النتائج مع القدر الظاهري لهذه النجوم، من تقدير مسافتها بنحو 300 ألف فرسخ فلكي، والتي كانت مقدارًا أسيًّا أكبر من الحجم الذي قدَّره شابلي للكون. لم يثبت هذا القياس أن الكون كان أكبر بكثير مما كان مُتوقعًا سابقًا فحسب، ولكنه بيّن أيضًا أن السدم المرصودة كانت في الواقع عبارة عن مجرات بعيدة ذات مجموعة واسعة من الأشكال (أنظر نسق هابل للمجرات).

### العصور الحديثة
بالرغم من اكتشاف هابل أن الكون كان ممتلئًا بالمجرات، ظلت أغلبية المجرات التابعة لمجرة درب التبانة، بالإضافة إلى المجموعة المحلية، غير مكتشفة حتى بداية عمليات المسح الفلكي الحديثة مثل مسح سلووان الرقمي للسماء (SDSS) ومسح الطاقة المظلمة (DES). وتحديدًا، يُعتقد الآن أن مجرة درب التبانة تستضيف 59 مجرةً تابعةً (أنظر قائمة المجرات التابعة لمجرة درب التبانة)، ولكن كانت هناك مجرتان من بين هذه المجرات التابعة، معروفتين الآن باسم سحابة ماجلان الكبرى وسحابة ماجلان الصغرى، ومرصودتين بالعين المجردة من نصف الكرة الأرضية الجنوبي منذ العصور القديمة. ومع ذلك، تتنبأ النظريات الكونية الحديثة لتشكل وتطور المجرات بوجود أعداد من المجرات التابعة أكبر بكثير مما هو مرصود. ومع ذلك، بينت عمليات المحاكاة الحديثة ذات الدقة العالية أن الأعداد الحالية من المجرات التابعة المرصودة لا تشكل أي تهديد للنظرية السائدة لتشكل المجرة.

### الدوافع لدراسة المجرات التابعة
قدمت عمليات الرصد باستخدام أجهزة المطياف، والقياس الضوئي الفلكي، وقياسات علم الحركة المجردة كميةً كبيرةً من المعلومات التي استُخدمت في دراسة تشكل وتطور المجرات، والآثار البيئية التي تقلل من معدل تشكل النجوم داخل المجرات، وتوزيع المادة المظلمة داخل هالة المادة المظلمة، وغيرها. ولهذا، تُستخدم المجرات التابعة باعتبارها أرضية اختبار للتنبؤات التي تتنبأ بها النماذج الكونية.

## تصنيف المجرات التابعة
تُصنف المجرات التابعة، كما ذُكر في الأعلى، على أنها مجرات قزمة، وبالتالي تتبع مخططًا مشابهًا لمخطط هابل لتصنيف لمجرات تمامًا مثل مجراتها المضيفة مع إضافة بسيطة لحرف (d) الصغير في مقدمة الرمز المخصص للأنواع المختلفة القياسية لتحديد حالة هذه المجرة القزمة. تتضمن هذه الأنواع المجرة القزمة غير المنتظمة (dI)، والمجرة القزمة الكروية (dSph)، والمجرة القزمة الإهليجية (dE)، والمجرة القزمة الحلزونية (dS). ومع ذلك، يُعتقد أن المجرات القزمة الحلزونية، من بين هذه الأنواع كلها، ليست مجرات تابعةً، ولكنها مجرات قزمة موجودة فقط هي هذه المنطقة.

### المجرات التابعة القزمة غير المنتظمة
تتميز المجرات التابعة القزمة غير المنظمة بمظهرها الفوضوي غير المتماثل، وكميات الغاز المنخفضة، والمعدل المرتفع لتكوين النجوم، وانخفاض معدنيتها. تتضمن المجرات التابعة القزمة غير المنتظمة الثلاث، والأقرب لمجرة درب التبانة، سحابة ماجلان الصغرى، ومجرة كانيس ميجور القزمة، والمجرة المكتشفة حديثًا أنتليا 2.

### المجرات التابعة القزمة الإهليجية
تتميز المجرات التابعة القزمة الإهليجية بمظهرها البيضاوي في السماء، والحركة غير المنظمة للنجوم المكونة لها، ومعدنيتها المتوسطة إلى المنخفضة، وكميات الغاز المنخفضة، والمجموعات النجمية القديمة. تتضمن المجرات التابعة القزمة الإهليجية بالمجموعة المحلية مجرة إن جي سي 147، ومجرة إن جي سي 185، ومجرة إن جي سي 205، وهي مجرات تابعة لمجرة المرأة المسلسلة المجاورة لمجرتنا.

### المجرات التابعة القزمة الكروية
تتميز المجرات التابعة القزمة الكروية بمظهرها المنتشر، وسطوع السطح المنخفض، ونسبة الكتلة إلى الضوء المرتفعة (تحتوي على كميات مهيمنة من المادة المظلمة)، وانخفاض معدنيتها، وكميات الغاز المنخفضة، والمجموعات النجمية القديمة. علاوةً على ذلك، تمثل المجرات القزمة الكروية التعداد الأكبر بين جميع المجرات التابعة المعروفة لمجرة درب التبانة. تتضمن بعض هذه المجرات التابعة مجرة الجاثي القزمة، ومجرة قزمة الحوت الثانية، ومجرة قزمة الأسد الرابعة، وسُميت هذه المجرات على أسماء الكوكبات التي وُجدت بها.

### الأنواع الانتقالية
تُصنف بعض المجرات القزمة بنوع وسطي أو نوع انتقالي من المجرات التابعة، نتيجةً للاندماجات المجرية الصغرى والآثار البيئية. وعلى سبيل المثال، يُصنف كل من مجرة قزمة العنقاء ومجرة قزمة الحوت على أنهما نوعان انتقاليان، إذ يبدو أنهما ينتقلان من نوع المجرة القزمة غير المنتظمة إلى نوع المجرة القزمة الكروية. وعلاوةً على ذلك، تعتبر سحابة ماجلان الكبرى في عملية انتقال من نوع المجرة القزمة الحلزونية إلى نوع المجرة القزمة غير المنتظمة

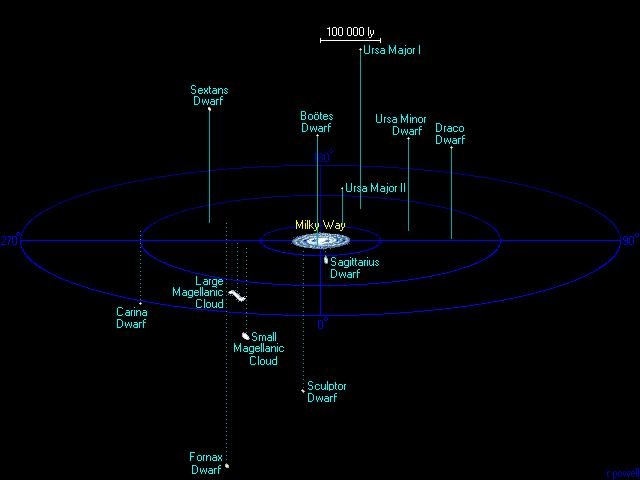
Satellite galaxies of the درب التبانة, our own galaxy.